# Mora (Sänger)

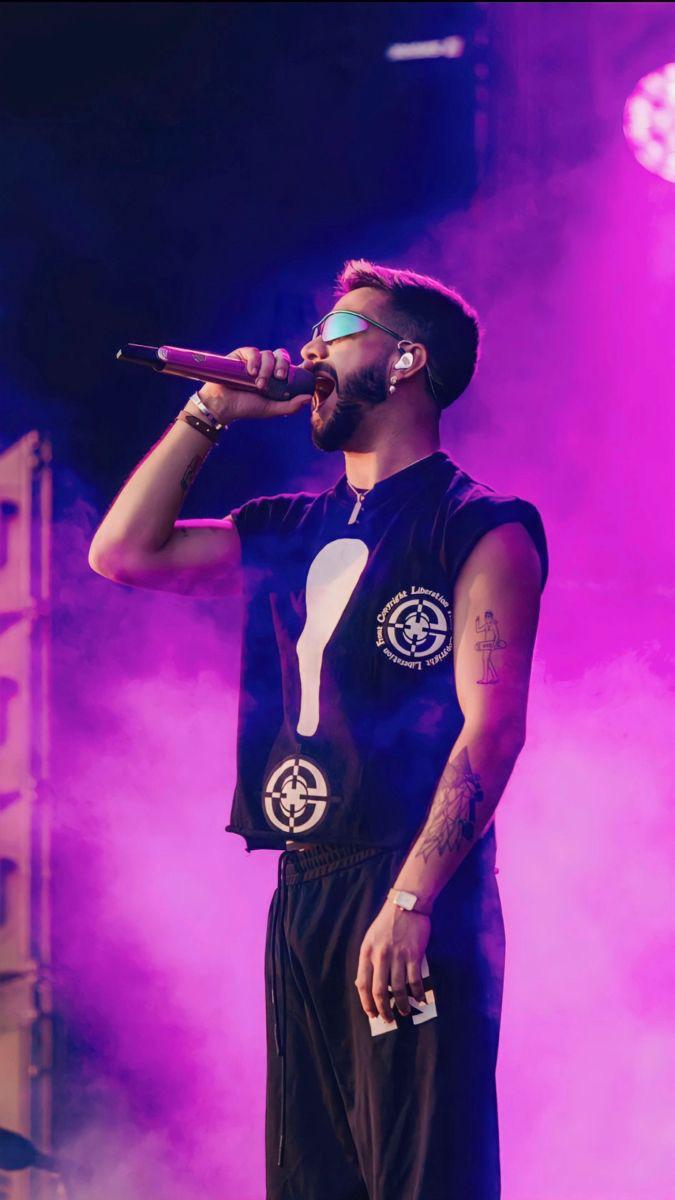
Mora (2024)

Mora (* 1992 in Bayamón; bürgerlich Gabriel Armando Mora Quintero) ist ein puerto-ricanischer Reggaeton-Produzent und Songwriter, der 2021 durch sein Album Primer día de clases international bekannt wurde.

## Karriere
2015 begann er selbst elektronische Musik zu produzieren und arbeitete mit Künstlern wie Eladio Carrión und Jon Z zusammen.
2018 unterschrieb er einen Vertrag bei Rimas Entertainment, dem Label von Bad Bunny, bei dessen Album YHLQMDLG er bei Una vez mitwirkte sowie zwei weitere Lieder mitproduzierte.
Mit Primer día de clases veröffentlichte er 2021 sein Debütalbum, mit dem er es auf Anhieb in die Top 10 der Billboard Top Latin Albums schaffte. Im Folgejahr veröffentlichte er mit Microdosis und Paraíso gleich zwei Alben. Paraíso sowie das darauf enthaltene Lied Apa schafften es auf Platz eins der spanischen Musikcharts.

## Diskografie

### Alben
| Jahr | Titel Musiklabel                         | Höchstplatzierung, Gesamtwochen, AuszeichnungChartplatzierungen (Jahr, Titel, Musiklabel, Platzierungen, Wochen, Auszeichnungen, Anmerkungen) | Höchstplatzierung, Gesamtwochen, AuszeichnungChartplatzierungen (Jahr, Titel, Musiklabel, Platzierungen, Wochen, Auszeichnungen, Anmerkungen) | Höchstplatzierung, Gesamtwochen, AuszeichnungChartplatzierungen (Jahr, Titel, Musiklabel, Platzierungen, Wochen, Auszeichnungen, Anmerkungen) | Anmerkungen                            |
| Jahr | Titel Musiklabel                         | US | Latin | ES | Anmerkungen                            |
| ---- | ---------------------------------------- | --- | --- | --- | -------------------------------------- |
| 2021 | Primer día de clases Rimas Entertainment | — | Latin7 Platin · (43 Wo.)Latin | ES12 Gold · (124 Wo.)ES | Erstveröffentlichung: 5. Februar 2021  |
| 2022 | Microdosis Rimas Entertainment           | US116 (1 Wo.)US | Latin4 (33 Wo.)Latin | ES3 Platin · (154 Wo.)ES | Erstveröffentlichung: 1. April 2022    |
| 2022 | Paraíso Rimas Entertainment              | US114 (1 Wo.)US | Latin4 (6 Wo.)Latin | ES1 ×2Doppelplatin · (… Wo.)ES | Erstveröffentlichung: 3. November 2022 |
| 2023 | Estrella Rimas Entertainment             | US147 (1 Wo.)US | Latin8 (7 Wo.)Latin | ES1 Platin · (… Wo.)ES | Erstveröffentlichung: 28. August 2023  |
| 2025 | Lo mismo de siempre Rimas Entertainment  | — | Latin19 (… Wo.)Latin | ES1 Gold · (… Wo.)ES | Erstveröffentlichung: 16. Mai 2025     |

### Singles
| Jahr | Titel Album                               | Höchstplatzierung, Gesamtwochen, AuszeichnungChartplatzierungen (Jahr, Titel, Album, Platzierungen, Wochen, Auszeichnungen, Anmerkungen) | Höchstplatzierung, Gesamtwochen, AuszeichnungChartplatzierungen (Jahr, Titel, Album, Platzierungen, Wochen, Auszeichnungen, Anmerkungen) | Höchstplatzierung, Gesamtwochen, AuszeichnungChartplatzierungen (Jahr, Titel, Album, Platzierungen, Wochen, Auszeichnungen, Anmerkungen) | Anmerkungen                                                            |
| Jahr | Titel Album                               | US | Latin | ES | Anmerkungen                                                            |
| --- | ----------------------------------------- | --- | --- | --- | ---------------------------------------------------------------------- |
| 2021 | Cuándo será Primer día de clases          | — | — | ES42 Platin · (11 Wo.)ES | Erstveröffentlichung: 4. Februar 2021 mit Lunay                        |
| 2021 | Volando (Remix) –                         | US89 (1 Wo.)US | Latin7 (20 Wo.)Latin | ES3 ×6Sechsfachplatin · (46 Wo.)ES | Erstveröffentlichung: 8. Juli 2021 mit Bad Bunny & Sech                |
| 2022 | Calentón Paraíso                          | — | — | ES9 ×2Doppelplatin · (24 Wo.)ES | Erstveröffentlichung: 29. September 2022                               |
| 2022 | Lacone –                                  | — | — | ES13 ×2Doppelplatin · (15 Wo.)ES | Erstveröffentlichung: 25. November 2022 mit Polima Westcoast & Quevedo |
| 2023 | Rápido –                                  | — | — | ES36 Platin · (4 Wo.)ES | Erstveröffentlichung: 27. April 2023                                   |
| 2023 | Polaris (Remix) –                         | — | — | ES1 ×6Sechsfachplatin · (55 Wo.)ES | Erstveröffentlichung: 8. Juni 2023 mit Saiko, Quevedo & Feid           |
| 2024 | IA –                                      | — | Latin42 Platin · (1 Wo.)Latin | ES1 ×2Doppelplatin · (22 Wo.)ES | Erstveröffentlichung: 17. Oktober 2024 mit Clarent                     |
| Folgende Lieder erschienen nicht als Single, wurden aber durch das Album zum Download und Streaming bereitgestellt und konnten somit eine Platzierung erlangen: |                                           | | | |                                                                        |
| |                                           | | | |                                                                        |
| 2021 | 512 Primer día de clases                  | — | — | ES8 ×3Dreifachplatin · (30 Wo.)ES | feat. Jhay Cortez                                                      |
| 2022 | Memorias Microdosis                       | — | — | ES6 ×7Siebenfachplatin · (77 Wo.)ES | feat. Jhay Cortez                                                      |
| 2022 | La inocente Microdosis                    | — | — | ES9 ×7Siebenfachplatin · (91 Wo.)ES | feat. Feid                                                             |
| 2022 | Tus lágrimas Microdosis                   | — | Latin43 (1 Wo.)Latin | ES20 ×2Doppelplatin · (14 Wo.)ES | mit Sech                                                               |
| 2022 | 2010 Microdosis                           | — | Latin49 (1 Wo.)Latin | ES90 Gold · (1 Wo.)ES |                                                                        |
| 2022 | Apa Paraíso                               | — | — | ES1 ×4Vierfachplatin · (29 Wo.)ES | feat. Quevedo                                                          |
| 2022 | Domingo de bote Paraíso                   | — | Latin34 (1 Wo.)Latin | ES10 Platin · (4 Wo.)ES |                                                                        |
| 2022 | ¿Cómo has estau? Paraíso                  | — | — | ES16 ×2Doppelplatin · (16 Wo.)ES |                                                                        |
| 2022 | Casualidad Paraíso                        | — | — | ES20 Platin · (3 Wo.)ES |                                                                        |
| 2022 | Modelito Paraíso                          | — | Latin42 (1 Wo.)Latin | ES7 ×4Vierfachplatin · (46 Wo.)ES | feat. Yovngchimi                                                       |
| 2022 | En la orilla Paraíso                      | — | — | ES25 Gold · (2 Wo.)ES |                                                                        |
| 2022 | Cositas Paraíso                           | — | — | ES31 (2 Wo.)ES | feat. Paopao                                                           |
| 2022 | Airbnb Paraíso                            | — | — | ES34 (1 Wo.)ES | feat. De La Ghetto                                                     |
| 2022 | Elvissa Paraíso                           | — | — | ES42 (1 Wo.)ES | feat. Danny Ocean                                                      |
| 2022 | Que habilidad Paraíso                     | — | — | ES43 Gold · (1 Wo.)ES |                                                                        |
| 2022 | Bienvenido al paraíso Paraíso             | — | — | ES44 (1 Wo.)ES |                                                                        |
| 2022 | Tu sabes donde vivo Paraíso               | — | — | ES48 (1 Wo.)ES |                                                                        |
| 2022 | Malafama Paraíso                          | — | — | ES53 (1 Wo.)ES |                                                                        |
| 2023 | Reina Estrella                            | — | — | ES1 ×4Vierfachplatin · (35 Wo.)ES | feat. Saiko                                                            |
| 2023 | ¿Dóndе se aprende a querer? Estrella      | — | — | ES9 ×2Doppelplatin · (27 Wo.)ES |                                                                        |
| 2023 | Pasajero Estrella                         | — | — | ES16 Platin · (7 Wo.)ES |                                                                        |
| 2023 | Media luna Estrella                       | — | — | ES40 Platin · (7 Wo.)ES |                                                                        |
| 2023 | Fantasías Estrella                        | — | — | ES46 Gold · (3 Wo.)ES |                                                                        |
| 2023 | Pólvora Estrella                          | — | — | ES34 Gold · (4 Wo.)ES | feat. Yandel                                                           |
| 2023 | El chacal Estrella                        | — | — | ES54 (2 Wo.)ES |                                                                        |
| 2023 | Laguna Estrella                           | — | — | ES56 (2 Wo.)ES | feat. Arcángel                                                         |
| 2023 | Lokita Estrella                           | — | — | ES64 (2 Wo.)ES |                                                                        |
| 2023 | Pide Estrella                             | — | — | ES71 (2 Wo.)ES | feat. Rainao                                                           |
| 2023 | Diamonds Estrella                         | — | — | ES74 Gold · (2 Wo.)ES | feat. Dei V                                                            |
| 2023 | Córcega Estrella                          | — | — | ES77 (2 Wo.)ES | feat. Alvaro Diaz                                                      |
| 2023 | Un deseo Estrella                         | — | — | ES83 Gold · (1 Wo.)ES | feat. Rainao                                                           |
| 2023 | Ayer y hoy Estrella                       | — | — | ES97 (1 Wo.)ES |                                                                        |
| 2023 | Marea Estrella                            | — | — | ES100 (1 Wo.)ES |                                                                        |
| 2025 | Droga Lo mismo de siempre                 | — | — | ES1 Platin · (… Wo.)ES | feat. C. Tangana                                                       |
| 2025 | Aurora Lo mismo de siempre                | — | — | ES5 Platin · (… Wo.)ES | feat. De la Rose                                                       |
| 2025 | Más que algo Lo mismo de siempre          | — | — | ES15 (… Wo.)ES | feat. Omar Courtz                                                      |
| 2025 | Bandida Lo mismo de siempre               | — | — | ES28 (… Wo.)ES |                                                                        |
| 2025 | Mil vidas Lo mismo de siempre             | — | — | ES33 (4 Wo.)ES | feat. Ryan Castro                                                      |
| 2025 | Tema de jory Lo mismo de siempre          | — | — | ES38 (2 Wo.)ES |                                                                        |
| 2025 | Detrás de tu alma Lo mismo de siempre     | — | — | ES20 Gold · (… Wo.)ES |                                                                        |
| 2025 | Lo mismo de siempre                       | — | — | ES43 (2 Wo.)ES |                                                                        |
| 2025 | De inmediato Lo mismo de siempre          | — | — | ES45 (2 Wo.)ES |                                                                        |
| 2025 | De paquete Lo mismo de siempre            | — | — | ES46 (2 Wo.)ES | feat. Jory Boy                                                         |
| 2025 | Pista de aterrizaje Lo mismo de siempre   | — | — | ES48 (2 Wo.)ES |                                                                        |
| 2025 | Otra noche sin dormir Lo mismo de siempre | — | — | ES49 (2 Wo.)ES |                                                                        |
| 2025 | La presidencial Lo mismo de siempre       | — | — | ES51 (2 Wo.)ES | feat. Dei V                                                            |
| 2025 | El último beso Lo mismo de siempre        | — | — | ES52 (2 Wo.)ES | feat. Sech                                                             |
| 2025 | Toa Lo mismo de siempre                   | — | — | ES64 (2 Wo.)ES | feat. Young Miko                                                       |
| 2025 | Cuando me vaya Lo mismo de siempre        | — | — | ES79 (1 Wo.)ES |                                                                        |
| 2025 | Salu Lo mismo de siempre                  | — | — | ES80 (2 Wo.)ES |                                                                        |

Weitere Singles
- 2017: Pensabas (feat. Brray, Eladio Carrión & Joyce Santana, ES: Platin)
- 2018: Noche loca (mit Oken & Myke Towers, US: Gold (Latin))
- 2020: Pegate (Remix) (mit Jhay Cortez, ES: Gold)

### Gastbeiträge
| Jahr | Titel Album                                | Höchstplatzierung, Gesamtwochen, AuszeichnungChartplatzierungen (Jahr, Titel, Album, Platzierungen, Wochen, Auszeichnungen, Anmerkungen) | Höchstplatzierung, Gesamtwochen, AuszeichnungChartplatzierungen (Jahr, Titel, Album, Platzierungen, Wochen, Auszeichnungen, Anmerkungen) | Höchstplatzierung, Gesamtwochen, AuszeichnungChartplatzierungen (Jahr, Titel, Album, Platzierungen, Wochen, Auszeichnungen, Anmerkungen) | Anmerkungen                                                   |
| Jahr | Titel Album                                | US | Latin | ES | Anmerkungen                                                   |
| --- | ------------------------------------------ | --- | --- | --- | ------------------------------------------------------------- |
| 2021 | Toa la vida Parte de mí                    | — | Latin— GoldLatin | ES94 Gold · (1 Wo.)ES | Erstveröffentlichung: 31. August 2021 Nicki Nicole feat. Mora |
| 2022 | Suelta Emociones                           | — | Latin— PlatinLatin | ES35 ×2Doppelplatin · (18 Wo.)ES | Erstveröffentlichung: 8. Juli 2022 Jay Wheeler feat. Mora     |
| 2022 | Algo así (Remix) Diamantes y espinas       | — | — | ES89 Gold · (2 Wo.)ES | Erstveröffentlichung: 15. September 2022 Paopao feat. Mora    |
| 2023 | Cafe Malibú El Bloke Hills                 | — | — | ES13 Platin · (10 Wo.)ES | Erstveröffentlichung: 20. Juli 2023 Sech feat. Mora & Saiko   |
| 2024 | Bien loco Mr. W                            | — | — | ES67 (1 Wo.)ES | Erstveröffentlichung: 18. April 2024 Wisin feat. Mora         |
| Folgende Lieder erschienen nicht als Single, wurden aber durch das Album zum Download und Streaming bereitgestellt und konnten somit eine Platzierung erlangen: |                                            | | | |                                                               |
| |                                            | | | |                                                               |
| 2020 | Una vez YHLQMDLG                           | — | Latin18 (20 Wo.)Latin | ES43 ×2Doppelplatin · (3 Wo.)ES | Videoauskopplung: 21. September 2020 Bad Bunny feat. Mora     |
| 2022 | Amor bipolar Temporada de Reggaetón 2      | — | — | ES87 (1 Wo.)ES | Duki feat. Mora                                               |
| 2023 | Hibiki Nadie sabe lo que va a pasar mañana | — | — | ES4 Platin · (14 Wo.)ES | Charteinstieg: 20. Oktober 2023 Bad Bunny feat. Mora          |
| 2024 | Numero telefonico Sakura                   | — | — | ES20 (3 Wo.)ES | Saiko feat. Mora                                              |
| 2024 | Textos fríos Música buena para días malos  | — | — | ES63 Gold · (4 Wo.)ES | Jay Wheeler feat. Mora                                        |

## Auszeichnungen für Musikverkäufe
| Goldene Schallplatte - Mexiko - 2023: für das Album Microdosis - 2023: für das Album Primer día de clases - 2023: für das Lied Tus lágrimas - 2024: für die Single Lacone - Spanien - 2024: für das Lied Desaperecer - 2024: für das Lied Ojos colorau - 2024: für das Lied Te conoci perriando - 2024: für das Lied Playa privada - 2024: für das Lied Primer día de clases - 2024: für das Lied Badtrip Platin-Schallplatte - Mexiko - 2023: für das Lied Memorias - 2023: für das Lied Tuyo - Spanien - 2024: für das Lied Tuyo - 2024: für das Lied Escalofríos | 2× Platin-Schallplatte - Mexiko - 2023: für das Lied 512 - 2023: für das Lied La inocente 3× Platin-Schallplatte - Mexiko - 2023: für die Single Volando (Remix) |

Anmerkung: Auszeichnungen in Ländern aus den Charttabellen bzw. Chartboxen sind in ebendiesen zu finden.
| Land/RegionAuszeichnungen für Musikverkäufe (Land/Region, Auszeichnungen, Verkäufe, Quellen) | Gold       | Platin       | Verkäufe  | Quellen             |
| -------------------------------------------------------------------------------------------- | ---------- | ------------ | --------- | ------------------- |
| Mexiko (AMPROFON)                                                                            | 4× Gold4   | 9× Platin9   | 1.540.000 | amprofon.com.mx     |
| Spanien (Promusicae)                                                                         | 20× Gold20 | 74× Platin74 | 5.000.000 | elportaldemusica.es |
| Vereinigte Staaten (RIAA)                                                                    | 2× Gold2   | 3× Platin3   | 240.000   | riaa.com            |
| Insgesamt                                                                                    | 26× Gold26 | 86× Platin86 |           |                     |